# موسم وحيد القرن (فلم)
موسم وحيد القرن (بالإنجليزية: Rhino Season) و (بالفارسية: فصل کرگدن) و (بالكردية: وەرزی کەرگەدەن) هو فيلم إيراني تركي عراقي تم إنتاجه في سنة 2012 وهو من إخراج المخرج الكردي الإيراني بهمان قبادي وبطولة بهروز وثوقي و مونيكا بيلوتشي و يلماز أردوغان و كانر شندروك و بيرين سات و بلسم بيلغين و أراش و علي بورطاش، الفيلم يتكلم عن قصة ناشط كردي إيراني يتم اعتقاله هو وزوجته بعد الثورة الإسلامية الإيرانية ويتم إرسالهما إلى المعتقل لكل واحد منهما وبعد 10 سنوات تخرج زوجته وتحاول البحث عنه وتكتشف أنه لا زال على قيد الحياة وأنه خرج من السجن فتبدأ بالبحث عنه، تم إنتاج هذا الفيلم في يوم 26 سبتمبر 2012.

## روابط خارجية
- مقالات تستعمل روابط فنية بلا صلة مع ويكي بيانات